# 玛丽玫瑰号
瑪麗玫瑰號（英語：Mary Rose）是英國的皇家海軍軍艦之一，由都鐸王朝亨利八世（1509-1547年在位）在1510年所建造，属于卡拉克帆船，譽為「海上最美的一朵花」。經歷數場與法國、蘇格蘭以及布列塔尼的戰爭，1534年進行擴建工程，起初船重量为500噸，經改造後重量為700－800噸。船上約有200名水手、士兵185人、炮兵30人。1545年7月19日，法國艦隊入侵英格蘭，最終瑪莉玫瑰號在懷特島北方的索倫海峽被擊沉，結束了35年的輝煌經歷。
1971年瑪麗玫瑰號被發現後，籌資成立「瑪麗玫瑰信用基金會」並進行有史以來難度最高、最複雜與費用最貴的水下沈船考古。這些英國都鐸時期被拯救的文物難以衡量的其歷史價值，瑪麗玫瑰號的探勘與打撈為水下考古的里程碑再推進一步，在當時只有1961年瑞典的瓦薩號之規模能與其相比。
被挖掘出的文物為瑪麗玫瑰號特有，包括武器、船舶設備、補給品等，而且可以發現到這些物品與海上戰爭或音樂歷史有關。1980年代中期進行船體的保護，而船身的遺骸與文物起初在朴茨茅斯歷史造船廠展示，現已移至「瑪麗玫瑰號博物館」進行保存與修復改建。

## 外部連結
- Official website （页面存档备份，存于）
- Official website of the Mary Rose 500 Appeal （页面存档备份，存于）
- The Mary Rose National Historic Ships
- Thee Mary Rose at Portsmouth Historic Dockyard
- Article about 2003 finds （页面存档备份，存于）
- The raising of the Mary Rose
- Mary Rose Excavation 2003–2005
- UNESCO Convention on the Protection of the Underwater Cultural Heritage.  （页面存档备份，存于）

50°47′59″N 1°06′24″W / 50.79972°N 1.10667°W